# Красна Балка
Кра́сна Ба́лка — село в Україні, у Глеюватській сільській громаді Криворізького району Дніпропетровської області.
Населення — 428 мешканців.

## Географія
Село Красна Балка знаходиться на відстані 1 км від міста Кривий Ріг та села Новоіванівка. Селом протікає річка Балка Червона.

## Населення

### Мова
Розподіл населення за рідною мовою за даними перепису 2001 року:
| Мова       | Відсоток |
| ---------- | -------- |
| українська | 98,4 %   |
| російська  | 1,6 %    |